# Симеон Христов (музикант)
Симеон Христов е български музикант, продуцент и писател.

## Биография
Роден е на 22 септември 1957 г. в Рибарица.
Баскитарист на група „Епизод“ още от създаването на първите им авторски песни през 1988 г.; автор на музиката на повечето песни на групата, както и автор на някои от текстовете. В началото на 90-те години на XX в. продуцира много български рок групи. През 2009 г. той представя своя филм „Завръщане“, на който е режисьор, сценарист, продуцент и автор на музиката. През 2012 г. Симеон Христов прави своя дебют като писател с историческия роман „Съкровището на Шишман“. През 2018 г. е представен пред публика Рок театър „Аспарух - битката за Онгъла“.